# Leni Junker

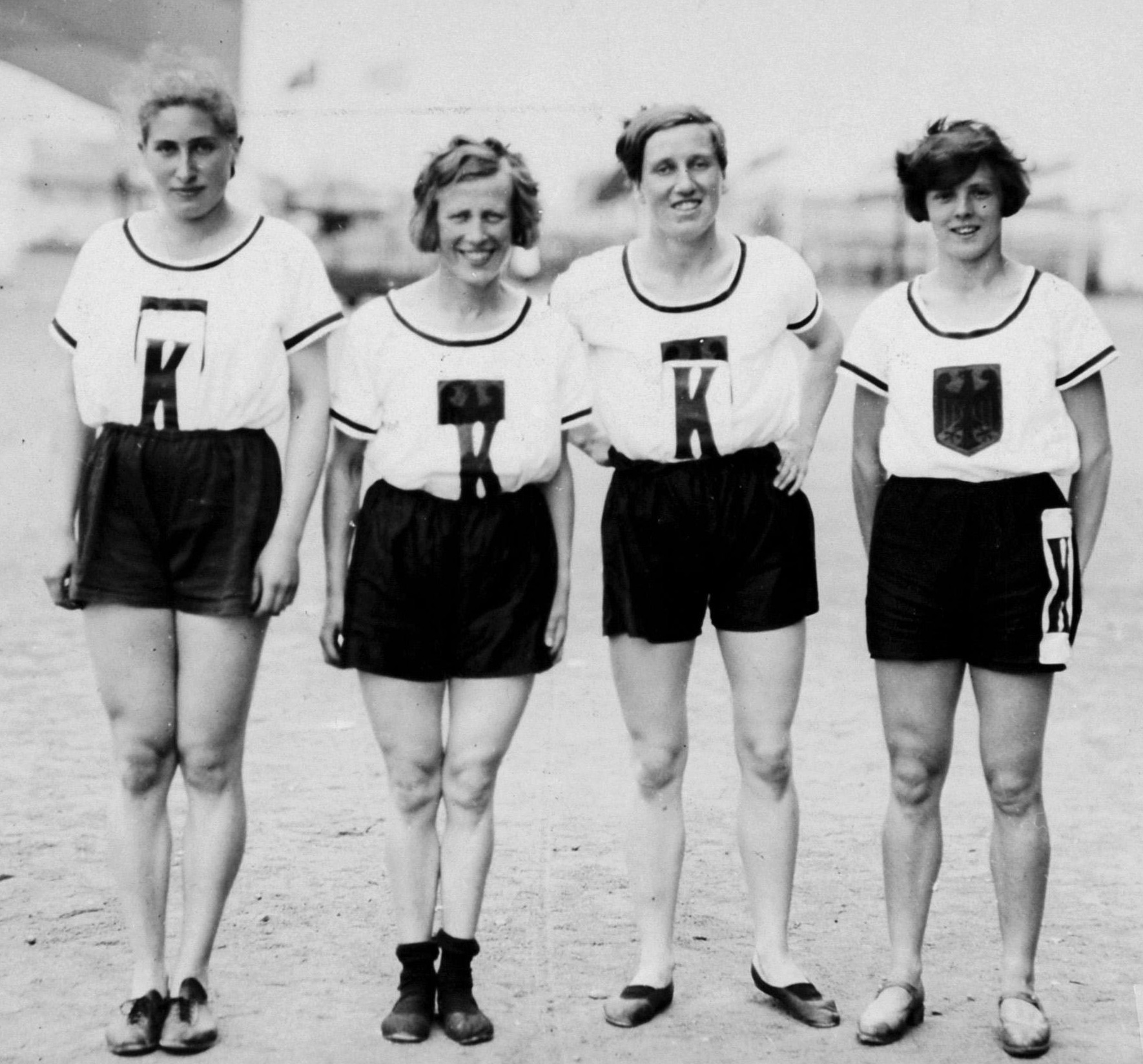
Deutsche 4-mal-100-Meter-Staffel der Damen bei den Olympischen Spielen 1928 (Bronzemedaille)

Leni Junker (eigentlich Helene Junker, verheiratete Thymm; * 8. Dezember 1905 in Kassel; † 9. Februar 1997 in Wilhelmshaven) war eine deutsche Leichtathletin.
Am 13. September 1925 errang sie ihren ersten Welt- und Europarekord im 100-Meter-Lauf in Wiesbaden. Olympischen Rekord lief sie 1928 bei den Olympischen Spielen 1928 in Amsterdam, zusammen mit Leni Schmidt. Bei den Deutschen Meisterschaften gewann sie über 100 Meter die Bronzemedaille 1928 und die Goldmedaille 1931. Bei den Deutschen Meisterschaften 1923 gewann sie die Silbermedaille im Hochsprung.
Bei den Olympischen Spielen 1928 in Amsterdam gewann sie die Mannschaftsbronzemedaille in der 4-mal-100-Meter-Staffel zusammen mit ihren Teamkolleginnen Rosa Kellner, Leni Schmidt und Anni Holdmann, hinter dem Team aus Kanada (Gold) und dem Team aus den Vereinigten Staaten (Silber).
Leni Junker war 1,68 m groß und wog 68 kg.